# Maghalie Rochette
Maghalie Rochette (* 20. April 1993 in Sainte-Adèle) ist eine kanadische Radrennfahrerin, die vor allem im Cyclocross aktiv ist.

## Sportlicher Werdegang
Als Jugendliche betrieb Rochette zunächst Mountainbikesport, dann Triathlon, bis sie 18 war. 2012 nahm sie Cyclocross auf und erhielt nach einigen Erfolgen ab 2014 einen Vertrag bei Luna Pro Team, um dort Cyclocross- und Mountainbikerennen zu betreiben.
Ihre größeren Erfolge hatte sie im Cyclocross, wo sie im Herbst 2014 zunächst kanadische U23-Meisterin wurde und die erstmals ausgetragenen Panamerika-Meisterschaften gewann, ebenfalls in der U23. In den Jahren darauf beschränkte sie sich zunächst auf Rennen in Nordamerika und wurde 2016 erstmals kanadische Meisterin in der Elite.
Erst in der Saison 2017/2018 fuhr sie Cyclocross-Rennen in Europa. Im August 2018 verließ sie Luna Pro Cycling, um ihr eigenes Team Specialized/CX Fever zu gründen und sich noch mehr auf Cyclocross zu konzentrieren. Dies zahlte sich aus, als sie wenige Monate später die kanadischen und die panamerikanischen Meisterschaften gewann und dies im Jahr darauf wiederholte. Hinzu kam 2019 ein Weltcup-Sieg in Iowa City. Von 2017 bis 2023 fuhr sie in allen Cyclocross-Weltmeisterschaften mit und schaffte es dreimal unter die Top 10.
Nach 2020 ließen ihre Erfolge im Cyclocross nach, was sie auf den Reisestress nach Europa und zwei Corona-Infektionen zurückführte; zeitweise dachte sie daran, ihre Karriere zu beenden. Sie beschloss jedoch, sich mehr aufs Mountainbike zu konzentrieren in der Hoffnung, dort bei den Olympischen Spielen 2024 antreten zu können. In dieser Disziplin hatte sie bei den Weltmeisterschaften 2019 Silber im erstmals ausgetragenen E-Mountainbike-Wettbewerb errungen.
2023 wechselte sie zu Canyon Collective. Sie fuhr daraufhin verstärkt Rennen im UCI-Mountainbike-Weltcup, zunächst jedoch ohne Top-10-Platzierungen.
Im Straßenradsport war Rochette bislang wenig aktiv, wurde allerdings 2021 Zweite bei den kanadischen Meisterschaften im Straßenrennen.

## Erfolge

### Cyclocross
2014/2015
- Panamerika-Meisterin (U23)
- Kanadische Meisterin (U23)

2016/2017
- Kanadische Meisterin
- Panamerika-Meisterschaften

2018/2019
- Panamerika-Meisterin
- Kanadische Meisterin

2019/2020
- Panamerika-Meisterin
- Kanadische Meisterin
- Weltcup-Sieg in Iowa City

2022/2023
- Panamerika-Meisterschaften

### Mountainbike
2019
- Weltmeisterschaften (E-MTB)